# Tresques
Tresques – miejscowość i gmina we Francji, w regionie Oksytania, w departamencie Gard.
Według danych na rok 1990 gminę zamieszkiwało 1757 osób, a gęstość zaludnienia wynosiła 98 osób/km² (wśród 1545 gmin Langwedocji-Roussillon Tresques plasuje się na 216. miejscu pod względem liczby ludności, natomiast pod względem powierzchni na miejscu 434.).